# Bulbophyllum futile
Bulbophyllum futile är en orkidéart som beskrevs av Johannes Jacobus Smith. Bulbophyllum futile ingår i släktet Bulbophyllum och familjen orkidéer. Inga underarter finns listade i Catalogue of Life.